# Thomas Bullaker
Pour les articles homonymes, voir Bullaker.
Thomas Bullaker (alias Jean-baptiste), né dans le Sussex et mort exécuté à Tyburn le 12 octobre 1642 est un prêtre franciscain récollet anglais arrêté et exécuté sous le règne de Charles I.

## Biographie
Né dans une famille dont le père est un médecin de renom resté fidèle à l'Église catholique, il est envoyé jeune au collège des Jésuites anglais de Saint-Omer pour les enfants anglais, gallois et écossais de parents catholiques. Au terme de ses études il se destine à la prêtrise. Il rejoint alors Valladolid pour sa théologie. En Espagne, il discerne chez lui une vocation religieuse. Il demande alors à entrer chez les frères mineurs récollets. Il est reçu dans l'ordre en 1622 et ordonné prêtre en 1627 ou 1628.
En 1630, il embarque pour l'Angleterre. Arrivé à Plymouth il est immédiatement dénoncé par le capitaine du navire qui le transporte. Pour des raisons inconnus, il est libéré deux semaines après et peut rester dans le pays. Il vit à Londres pendant près de 12 ans au service des populations catholiques et des malades de la ville. Il est une nouvelle fois arrêté le 11 septembre 1642 alors qu'il dit la messe caché dans une maison. Après un procès dont les conclusions sont connues d'avance il est condamné à mort et exécuté selon le supplice réservé aux traîtres à savoir pendaison, éviscération et écartèlement.

## Vénération
Déclaré bienheureux par Jean-Paul II en 1987, il est l'un des Quatre-vingt-cinq martyrs d'Angleterre et de Galles béatifié par ce dernier et vénéré par l'Église catholique le 12 octobre.